# Championnat d'Allemagne de football 1924-1925
Navigation
Meisterschaft
(Verbandsligen)
1923-1924 Meisterschaft
(Verbandsligen)
1925-1926
La saison 1924-1925 du Championnat d'Allemagne de football était la 18e édition de la première division allemande.
Seize clubs -un record- participent à la compétition nationale, il s'agit des clubs de 7 régions d'Allemagne dont le champion sortant, le FC Nuremberg. Le championnat national est disputé sous forme de coupe à élimination directe.
Le FC Nuremberg conserve son titre en s'imposant en finale face au FSV Francfort. Il aura gagné ses 3 dernières rencontres sur terrain adverse, une performance jamais réussie jusqu'à présent. Le FC Nuremberg gagne le 4e titre de champion d'Allemagne de son histoire et devient à ce moment précis le club le plus titré du pays.

## Les 16 clubs participants
- Baltique : VfB Königsberg - SC Titania Stettin
- Brandebourg : BFC Alemannia 90 Wacker - Hertha Berlin
- Centre : VfB Leipzig - SV Iena
- Nord : Hambourg SV - Altonaer FC 1893
- Sud : FC Nuremberg (champion en titre) - VfR Mannheim - FSV Francfort
- Sud-Est : Viktoria Forst - SC Breslau 1908
- Ouest : TuRU Düsseldorf - Duisbourg SpV - Schwarz-Weiss Essen

## Compétition
La compétition a lieu sous forme de coupe, avec match simple.

### Tour préliminaire
Toutes les rencontres ont lieu le 3 mai 1925 sur le terrain du premier club nommé.
| Équipe 1                | Résultat | Équipe 2            |
| ----------------------- | -------- | ------------------- |
| BFC Alemannia 90 Wacker | 1 - 2    | Duisbourg SpV       |
| FC Nuremberg T          | 2 - 0    | SV Iena             |
| Hambourg SV             | 1 - 2    | FSV Francfort       |
| SC Titania Stettin      | 2 - 4    | Altonaer FC 1893    |
| TuRU Düsseldorf         | 4 - 1    | VfR Mannheim        |
| VfR Königsberg          | 2 - 3    | Hertha Berlin       |
| VfB Leipzig             | 1 - 2    | SC Breslau 1908     |
| Viktoria Forst          | 1 - 2    | Schwarz-Weiss Essen |

### Tableau final
|  | Quarts de finale       | Quarts de finale     | Quarts de finale        | Quarts de finale     |                    |                    | Demi-finales        | Demi-finales        | Demi-finales        | Demi-finales        |  |  | Finale                  | Finale                  | Finale                  | Finale                  |
|  |                        |                      |                         |                      |                    |                    |                     |                     |                     |                     |  |  |                         |                         |                         |                         |
|  | 17 mai 1925 à Bochum   | 17 mai 1925 à Bochum | 17 mai 1925 à Bochum    | 17 mai 1925 à Bochum |                    |                    | 24 mai 1925 à Fürth | 24 mai 1925 à Fürth | 24 mai 1925 à Fürth | 24 mai 1925 à Fürth |  |  | 7 juin 1925 à Francfort | 7 juin 1925 à Francfort | 7 juin 1925 à Francfort | 7 juin 1925 à Francfort |
|  | 17 mai 1925 à Bochum   | 17 mai 1925 à Bochum | 17 mai 1925 à Bochum    | 17 mai 1925 à Bochum |                    |                    | 24 mai 1925 à Fürth | 24 mai 1925 à Fürth | 24 mai 1925 à Fürth | 24 mai 1925 à Fürth |  |  | 7 juin 1925 à Francfort | 7 juin 1925 à Francfort | 7 juin 1925 à Francfort | 7 juin 1925 à Francfort |
|  | Schwarz-Weiss Essen    | Schwarz-Weiss Essen  | 1                       | 1                    |                    |                    | 24 mai 1925 à Fürth | 24 mai 1925 à Fürth | 24 mai 1925 à Fürth | 24 mai 1925 à Fürth |  |  | 7 juin 1925 à Francfort | 7 juin 1925 à Francfort | 7 juin 1925 à Francfort | 7 juin 1925 à Francfort |
|  | Schwarz-Weiss Essen    | Schwarz-Weiss Essen  | 1                       | 1                    |                    |                    | 24 mai 1925 à Fürth | 24 mai 1925 à Fürth | 24 mai 1925 à Fürth | 24 mai 1925 à Fürth |  |  | 7 juin 1925 à Francfort | 7 juin 1925 à Francfort | 7 juin 1925 à Francfort | 7 juin 1925 à Francfort |
|  | FSV Francfort          | FSV Francfort        | 3                       | 3                    |                    |                    | 24 mai 1925 à Fürth | 24 mai 1925 à Fürth | 24 mai 1925 à Fürth | 24 mai 1925 à Fürth |  |  | 7 juin 1925 à Francfort | 7 juin 1925 à Francfort | 7 juin 1925 à Francfort | 7 juin 1925 à Francfort |
|  | FSV Francfort          | FSV Francfort        | 3                       | 3                    | FSV Francfort a.p. | FSV Francfort a.p. | 1                   | 1                   |                     |                     |  |  | 7 juin 1925 à Francfort | 7 juin 1925 à Francfort | 7 juin 1925 à Francfort | 7 juin 1925 à Francfort |
|  | 17 mai 1925 à Berlin   |                      |                         |                      | FSV Francfort a.p. | FSV Francfort a.p. | 1                   | 1                   |                     |                     |  |  | 7 juin 1925 à Francfort | 7 juin 1925 à Francfort | 7 juin 1925 à Francfort | 7 juin 1925 à Francfort |
|  |                        |                      | Hertha Berlin           | Hertha Berlin        | 0                  | 0                  |                     |                     |                     |                     |  |  | 7 juin 1925 à Francfort | 7 juin 1925 à Francfort | 7 juin 1925 à Francfort | 7 juin 1925 à Francfort |
|  | Hertha Berlin          | Hertha Berlin        | Hertha Berlin           | Hertha Berlin        | 0                  | 0                  | 4                   | 4                   |                     |                     |  |  | 7 juin 1925 à Francfort | 7 juin 1925 à Francfort | 7 juin 1925 à Francfort | 7 juin 1925 à Francfort |
|  | Hertha Berlin          | Hertha Berlin        | 24 mai 1925 à Duisbourg |                      |                    |                    | 4                   | 4                   |                     |                     |  |  | 7 juin 1925 à Francfort | 7 juin 1925 à Francfort | 7 juin 1925 à Francfort | 7 juin 1925 à Francfort |
|  | TuRU Düsseldorf        | TuRU Düsseldorf      | 1                       | 1                    |                    |                    |                     |                     |                     |                     |  |  | 7 juin 1925 à Francfort | 7 juin 1925 à Francfort | 7 juin 1925 à Francfort | 7 juin 1925 à Francfort |
|  | TuRU Düsseldorf        | TuRU Düsseldorf      | 1                       | 1                    | FSV Francfort      | FSV Francfort      | 0                   | 0                   |                     |                     |  |  |                         |                         |                         |                         |
|  | 17 mai 1925 à Hambourg |                      |                         |                      | FSV Francfort      | FSV Francfort      | 0                   | 0                   |                     |                     |  |  |                         |                         |                         |                         |
|  |                        |                      | FC Nuremberg T a.p.     | FC Nuremberg T a.p.  | 1                  | 1                  |                     |                     |                     |                     |  |  |                         |                         |                         |                         |
|  | Altonaer FC 1893       | Altonaer FC 1893     | FC Nuremberg T a.p.     | FC Nuremberg T a.p.  | 1                  | 1                  | 0                   | 0                   |                     |                     |  |  |                         |                         |                         |                         |
|  | Altonaer FC 1893       | Altonaer FC 1893     |                         |                      |                    |                    |                     |                     |                     |                     |  |  |                         |                         |                         |                         |
|  | SpV Duisbourg          | SpV Duisbourg        | 2                       | 2                    |                    |                    |                     |                     |                     |                     |  |  |                         |                         |                         |                         |
|  | SpV Duisbourg          | SpV Duisbourg        | 2                       | 2                    | SpV Duisbourg      | SpV Duisbourg      | 0                   | 0                   |                     |                     |  |  |                         |                         |                         |                         |
|  | 17 mai 1925 à Breslau  |                      |                         |                      | SpV Duisbourg      | SpV Duisbourg      | 0                   | 0                   |                     |                     |  |  |                         |                         |                         |                         |
|  |                        |                      | FC Nuremberg T          | FC Nuremberg T       | 3                  | 3                  |                     |                     |                     |                     |  |  |                         |                         |                         |                         |
|  | SC Breslau 1908        | SC Breslau 1908      | FC Nuremberg T          | FC Nuremberg T       | 3                  | 3                  | 1                   | 1                   |                     |                     |  |  |                         |                         |                         |                         |
|  | SC Breslau 1908        | SC Breslau 1908      |                         |                      |                    |                    |                     | 1                   |                     |                     |  |  |                         |                         |                         |                         |
|  | FC Nuremberg T         | FC Nuremberg T       | 4                       | 4                    |                    |                    |                     |                     |                     |                     |  |  |                         |                         |                         |                         |
|  | FC Nuremberg T         | FC Nuremberg T       | 4                       | 4                    |                    |                    |                     |                     |                     |                     |  |  |                         |                         |                         |                         |
|  |                        |                      |                         |                      |                    |                    |                     |                     |                     |                     |  |  |                         |                         |                         |                         |

## Bilan de la saison
| Tableau d'Honneur                   |              |
| Compétition                         | Vainqueur    |
| Championnat d'Allemagne de football | FC Nuremberg |